# Nia Griffith
Nia Rhiannon Griffith (født 4. december 1956) er en britisk politiker.
Hun er medlem af Labour Party og har været medlem af parlamentet (MP) for Llanelli siden 2005.